# Tancredi Canonico
Tancredi Canonico (Torino, 14 maggio 1828 – Sarteano, 15 settembre 1908) è stato un giurista e politico italiano.
Fu senatore del Regno d'Italia nella XIV legislatura.

## Carriera
Docente all'università di Torino in diritto penale, si contrappose alla scuola positiva nella sua prolusione accademica del 1875. Fu consigliere di cassazione in Torino e fu uno degli inviati dal Governo al Congresso internazionale di legislazione criminale di Stoccolma nel 1873. Nel 1881 fu nominato senatore del Regno.
Nel 1900, presidente della I Sezione Penale della Cassazione, dichiarò nullo il "decreto Pelloux" contenente misure repressive di pubblica sicurezza e contro la libertà di stampa.
Superata così con successo la crisi di fine secolo, fu Presidente del Senato dal 1904 al 1908.

## Idee
Studiò il pensiero di Leone Tolstoj. Sulla scia del pensatore russo, che scoprì la fede in età adulta, era fautore di una rinascita dello spirito religioso.
Sosteneva inoltre che l'idea religiosa dovesse coniugarsi con un vero spirito nazionale, ma vedeva nel potere temporale della Chiesa l'impedimento a un vero progresso religioso e civile della nazione.
Cattolico, non giudicò in modo negativo il pensiero modernista.
Ebbe una notevole influenza nell'orientamento di non pochi intellettuali liberali del Novecento.